# Pogost Kijí
Pogost Kijí (en rus: Кижский Погост) és un lloc històric que data del segle xvii a l'illa de Kizhi. L'illa està situada al llac Onega a la República de Carèlia (Medvezhyegorsky District), Rússia.
El pogost és l'àrea tancada que inclou dos grans esglésies de fusta (l'Església de la Transfiguració 22-domo i el 9-cúpula Església Intercessió) i un campanar. El pogost és famosa per la seva bellesa i la longevitat, tot i que es construeix exclusivament de fusta. Està inclòs a la llista del Patrimoni de la Humanitat de la UNESCO des del 1990, i des del 1993 i també com un lloc Patrimoni Cultural de Rússia.